# Felice Platone (1896)
Felice Platone (Rignano Flaminio, 11 novembre 1896 – Asti, 8 ottobre 1962) è stato un politico, partigiano e avvocato italiano.

## Biografia

### Giovinezza, Guerra e dopoguerra
Felice Platone nacque a Rignano Flaminio dove il padre (astigiano) prestava servizio nelle ferrovie dello Stato.

All’Università sceglie giurisprudenza - ma ,allo scoppio della Prima guerra mondiale, parte volontario e viene inquadrato con il grado di tenente in un reparto di bombarde. Dà prova di coraggio e di determinazione e viene ferito due volte; la seconda ferita lo colpisce al polmone. Indicato per la medaglia d’argento sul campo, rifiuta il riconoscimento se l’onorificenza non viene estesa ai suoi soldati.

Nel 1920 si iscrive al Partito popolare e, in qualità di rappresentante della corrente di sinistra che fa capo a Miglioli, partecipa al congresso di Napoli.

Quando si afferma il fascismo lascia il partito popolare e si avvicina al marxismo attraverso la lettura del Manifesto del partito comunista, Il Capitale e altre opere.

Nel dicembre 1921 si trasferisce ad Asti e nel 1923 si sposa con Maria Viarengo, da cui ha le figlie Elena e Amelia. Esercita la professione di avvocato insieme al fratello Giuseppe, anche lui antifascista. Entra a far parte del Partito comunista clandestino, con qualche minaccia e restrizione professionale sotto il regime.

### Seconda Guerra Mondiale, Resistenza e Liberazione
Allo scoppio della seconda guerra mondiale viene richiamato, e resta per tre anni sotto le armi raggiungendo il grado di maggiore di artiglieria. 

Arrivati all’8 settembre decide di resistere qualche giorno con i suoi soldati. In assenza, però, di ordini superiori, decide di lasciare liberi i suoi sottoposti e si dà alla macchia con un gruppo di soldati, aspettando l’arrivo di disposizioni dalla catena di comando dell'esercito. 

Dopo un'inutile attesa, riesce a rientrare ad Asti e a prendere contatti con esponenti del Partito comunista che stanno preparando la Resistenza. Essendo molto più colto dei suoi compagni viene destinato a occuparsi di propaganda, di diffusione della stampa, oltre che di raccolta di fondi, e dattilografa lui stesso i primi numeri di un giornale clandestino, "Il Lavoro".

Con i nomi di battaglia di Filosofo e Gamba combatte nelle brigate “Garibaldi”, le più numerose nell’Astigiano.
Nel corso del 1944 la guerriglia partigiana entra in città: avvengono numerosi sabotaggi a linee elettriche e telefoniche e ai ponti di collegamento sul Tanaro.

Il Pci incarica Felice Platone di formare, con gli altri partiti antifascisti, il primo Cln provinciale, che si costituisce il 14 giugno 1944, uno dei primi dopo la formazione del Comitato di Liberazione Nazionale Alta Italia (9 giugno), con l’obiettivo di dare sostegno materiale e morale alla Resistenza, di sconfiggere il nazismo e il fascismo e di giungere a libere elezioni. 

Felice Platone riceve dal suo partito le direttive di appoggiare il governo di Bari del maresciallo Badoglio; lanciare una raccolta fondi per aiutare le vittime e i partigiani; comunicare al partito informazioni utili apprese dagli elementi degli altri partiti; formulare un piano di lavoro comune.

A gennaio ’45 il Cln riesce a tessere efficacemente le fila dell’organizzazione e le diverse formazioni partigiane operanti in zona riprendono l’attività di guerriglia. Dalla metà di marzo il Cln si prepara all’insurrezione con proclami diretti alla popolazione e a singoli settori con la scritta “L’insurrezione è in atto”.

### «Sindaco della Liberazione»
Il 25 aprile il Comitato di liberazione nazionale si insedia ufficialmente nella sede della prefettura a palazzo Ottolenghi, destituisce le autorità fasciste e nomina sindaco l’avvocato comunista Felice Platone.

Lo stesso giorno Felice Platone, "il sindaco della Liberazione" come verrà sempre chiamato e ricordato, si rivolge direttamente al popolo, affermando che è iniziata la rinascita, ma che sarà un’opera lunga e difficile e che richiede il concorso di tutti. Confida che la cittadinanza accolga il suo appello con pieno senso di consapevolezza e di responsabilità. Contemporaneamente il sindaco appena insediato promuove incontri con industriali e commercianti, chiedendo posti di lavoro per i disoccupati più bisognosi.

Nonostante le enormi ristrettezze economiche e finanziarie Platone dà priorità alla cultura come tratto caratterizzante il suo impegno amministrativo. Uno dei primi atti della Giunta popolare è, infatti, quello di destinare Palazzo Alfieri al Centro nazionale di Studi Alfieriani, istituito nel 1937. Platone inoltre, riorganizza Palazzo Di Bellino (di proprietà della Cassa di Risparmio) come sede della galleria Ottolenghi e della Pinacoteca comunale, che è aperta con orario continuato e gratuitamente; operai e lavoratori sono invitati a visitarla per stimolare il loro attaccamento all'arte e alla cultura.
Le prime elezioni democratiche (con il diritto di voto anche alle donne) amministrative si svolgono ad Asti il 17 marzo 1946. La città conta 52.249 abitanti e i votanti sono 32.326 sui 41.173 aventi diritto. Il risultato elettorale dà la maggioranza al Pci e al Psi alleati. con il 53,02%. Il Consiglio comunale risulta composto da 12 comunisti, 11 democristiani, 10 socialisti, 2 liberali, 2 del partito dei contadini. 

Felice Platone ottiene 12.582 voti di preferenza e il 24 marzo 1946 viene confermato Sindaco con una Giunta Pci-Psi. Il Sindaco tiene per sé le deleghe per gli affari generali, personale, contenzioso, istruzione pubblica, Biblioteca, Pinacoteca, Scuola di musica, come già in precedenza.

### Deputato alla Costituente
Per la sua grande popolarità il Pci candida Felice Platone  all’Assemblea Costituente. Votano in 33.743 su 41.271 iscritti alle liste elettorali. Felice Platone (secondo collegio del Piemonte) risulta eletto con 11.262 voti di preferenza.
Nei suoi interventi il deputato Platone si dimostra interessato soprattutto al diritto amministrativo, con interventi sulle modalità di esazione dei tributi ad enti e associazioni di natura privata, sulla modifica al testo unico della legge comunale e provinciale delle norme sul patrocinio gratuito, sull'abrogazione del codice di procedura civile e il ripristino del codice anteriore al procedimento sommario così da rendere più celere la giustizia civile. La sua esperienza parlamentare si conclude nel 1948.

### Il dominio democristiano
Le elezioni politiche del 18 aprile 1948 premiano la Dc anche nel collegio Asti-Alessandria-Cuneo con il 56% dei suffragi, mentre al Pci va il 25%. La percentuale di votanti si aggira sul 90%. Nonostante la vittoria indiscutibile del blocco conservatore Felice Platone è ancora sindaco e prodiga il suo impegno per soccorrere le vittime di una disastrosa alluvione, verificatasi il 4 settembre 1948 e ripetutasi ancora il 12/09/1948, che causa 14 morti e centinaia di senzatetto.

Sul piano politico più generale Platone prosegue la sua attività nel solco del Fronte Democratico Popolare, militando nei Partigiani della Pace, difendendo l'opera della Resistenza e dei partigiani, battendosi contro il Patto Atlantico, condannando la Guerra di Corea, propugnando gli accordi contro la proliferazione nucleare,  cercando di contrastare  l'esclusione dei comunisti e dei socialisti da posti di dirigenza e di responsabilità.

L'attività da sindaco termina a seguito delle elezioni amministrative del 1951 (90,76% votanti), che vede la vittoria delle forze centriste (Dc 13.698 voti, Psdi 3699, Pli 2017) contro la lista unitaria Pci-Psi (10.505 voti). Il sindaco uscente riceve 3914 voti di preferenza.

Felice Platone svolge le funzioni di capogruppo del Pci nel Consiglio comunale rinnovato, ma nel 1961 viene colpito da un doloroso tumore intestinale e muore ad Asti l’8 ottobre 1962. Viene sepolto nella tomba di famiglia a Refrancore.

## I cugini omonimi
I Platone astigiani sono discendenti, seppur ridimensionati, di una famiglia della nobiltà sabauda originaria del paese di Refrancore. La pratica di attribuire ai figli il nome del padre ha causato, nella stessa generazione, la presenza di diversi cugini omonimi. Questo fatto, sommato a informazioni biografiche tutto sommato assimilabili, ha generato non pochi problemi di "scambio di persona" nella storiografia e nelle fonti giornalistiche. Nello specifico, sono stati talvolta confusi il Felice Platone di questa voce con il cugino Felice Platone (1899), anch'egli esponente del Pci ma di professione giornalista, Senatore della repubblica e curatore degli scritti di Antonio Gramsci. Tali errori, all'atto pratico, consistono nell'attribuzione di informazioni biografiche al cugino sbagliato; talvolta esistono biografie in cui avviene una vera e propria fusione fra i due personaggi. Due portali prestigiosi come quelli della Camera dei Deputati e del Senato, per esempio, riportano biografie non completamente corrette.